# Periscepsia decolor
Periscepsia decolor là một loài ruồi trong họ Tachinidae.